# Britt Lafforgue
Brigitte Lafforgue detta Britt (Bagnères-de-Luchon, 5 novembre 1948) è un'ex sciatrice alpina francese, vincitrice di due Coppe del Mondo di slalom speciale.

## Biografia
Britt Lafforgue proviene da una famiglia di grandi tradizioni negli sport invernali: è figlia di Maurice e della svedese May Nilsson, nipote dello svedese Åke Nilsson, sorella gemella di Ingrid, moglie di Henri Duvillard e madre di Julie e Kristina, tutti a loro volta sciatori alpini, e zia dello sciatore alpino Adrien junior e degli sciatori freestyle Cédric e Julien Regnier-Lafforgue.

### Stagioni 1965-1971
Specialista delle prove tecniche, Britt Lafforgue debuttò in campo internazionale in occasione del Critérium de la première neige 1964, il 16 dicembre a Val-d'Isère in slalom speciale (19ª); in Coppa del Mondo esordì il 10 gennaio 1967 a Grindelwald nella medesima specialità (16ª), ottenne il primo podio, nonché primo piazzamento a punti, il 1º marzo 1968 piazzandosi 3ª all'Abetone ancora in slalom speciale alle spalle delle compagne di squadra Florence Steurer e Annie Famose, e la prima vittoria il 1º febbraio 1970 sullo stesso tracciato in slalom gigante.
Nella successiva stagione 1970-1971 si aggiudicò la sua prima Coppa del Mondo di slalom speciale a pari merito con la canadese Betsy Clifford; i suoi podi stagionali furono 4, con 2 vittorie a Grindelwald (14 gennaio) e a Mürren (4 febbraio).

### Stagioni 1972-1973
Nella stagione 1971-1972 bissò la vittoria nella Coppa del Mondo di specialità con 6 punti di vantaggio sulle connazionali Françoise Macchi e Florence Steurer; i suoi podi stagionali furono 5, con 4 vittorie (tra le quali l'ultima nella sua carriera, il 18 marzo a Pra Loup in slalom gigante), e si piazzò 3ª sia nella classifica generale, sia in quella della Coppa del Mondo di slalom gigante. Nella stessa stagione partecipò anche agli XI Giochi olimpici invernali di Sapporo 1972, usa unica presenza olimpica, classificandosi 8ª nello slalom gigante e non completando lo slalom speciale.
In Coppa del Mondo salì per l'ultima volta sul podio il 3 marzo 1973 a Mont-Sainte-Anne in slalom speciale (3ª dietro alle connazionali Patricia Emonet e Danièle Debernard), ottenne l'ultimo piazzamento dieci giorni dopo a Naeba nella medesima specialità (7ª) e prese per l'ultima volta il via il 23 marzo seguente a Heavenly Valley in slalom gigante (21ª), ultima gara della sua carriera agonistica che si interruppe in quello stesso 1973 quando partecipò alla contestazione contro i responsabili tecnici della nazionale francese assieme ad altri atleti di primo piano della squadra e la Federazione sciistica della Francia reagì mettendoli fuori squadra.

## Palmarès

### Coppa del Mondo
- Miglior piazzamento in classifica generale: 3ª nel 1972
- Vincitrice della Coppa del Mondo di slalom speciale nel 1971 e nel 1972
- 15 podi (11 in slalom speciale, 4 in slalom gigante):
  - 7 vittorie (5 in slalom speciale, 2 in slalom gigante)
  - 4 secondi posti
  - 4 terzi posti

#### Coppa del Mondo - vittorie
| Data             | Località    | Paese    | Specialità |
| ---------------- | ----------- | -------- | ---------- |
| 1º febbraio 1970 | Abetone     | Italia   | GS         |
| 14 gennaio 1971  | Grindelwald | Svizzera | SL         |
| 4 febbraio 1971  | Mürren      | Svizzera | SL         |
| 13 gennaio 1972  | Badgastein  | Austria  | SL         |
| 19 gennaio 1972  | Grindelwald | Svizzera | SL         |
| 18 febbraio 1972 | Banff       | Canada   | SL         |
| 18 marzo 1972    | Pra Loup    | Francia  | GS         |

Legenda:

GS = slalom gigante

SL = slalom speciale